# Noah Baffoe
Noah Koffi Baffoe Donkor (n. Accra, Ghana, 21 de mayo de 1993), más conocido como Noah Baffoe, es un futbolista ghanés nacionalizado español que juega en la demarcación de delantero para el Eastern Sports Club de la Liga Premier de Hong Kong.

## Trayectoria
El jugador nacido en Accra, Ghana, debutó en la temporada 2014-15 en las filas del CE Manresa de la Tercera División de España. Más tarde, jugaría dos temporadas con el UE Sant Julià de la Primera División de Andorra, para regresar al CE Manresa, tras un breve paso por el Girona Fútbol Club "B", regresando de nuevo al CE Manresa, donde acumuló cinco temporadas. 
El 28 de agosto de 2023, Baffoe fichó por el Eastern Sports Club de la Liga Premier de Hong Kong.  En sus primeros 7 partidos logró anotar 7 goles y acabó anotando 30 en 32 encuentros en todas las competiciones.
En 2024, se convierte en el delantero español con más goles anotados en el año natural en todas las primeras divisiones del mundo, al anotar la cifra de 35 goles en 40 partidos.

## Clubes
| Club                   | País      | Año               | Partidos | Goles |
| ---------------------- | --------- | ----------------- | -------- | ----- |
| CE Manresa             | España    | 2014 - 2016       |          |       |
| UE Sant Julià          | Andorra   | 2016 - 2018       | 36       | 16    |
| CE Manresa             | España    | 2018 - 2019       |          |       |
| Girona Fútbol Club "B" | España    | 2019-2020         |          |       |
| CE Manresa             | España    | 2020 - 2023       | 92       | 29    |
| Eastern Sports Club    | Hong Kong | 2023 - actualidad | 40       | 35    |